# Eragrostis vernix
Eragrostis vernix là một loài thực vật có hoa trong họ Hòa thảo. Loài này được Boechat & Longhi-Wagner mô tả khoa học đầu tiên năm 1998.